# Флондор, Тудорел
Тудорел Флондор (рум. Tudorel Flondor, 11 июня 1929 — 12 декабря 1952) — румынский шахматист.
Чемпион Румынии 1951 г. (набрал 12 очков из 19, разделил 1—2 места с Г. Александреску).
Участник международного турнира в Бухаресте (1949 г.).
Занимался наукой. Погиб в результате несчастного случая: попал под высокое напряжение.

## Семья
Представитель румынского дворянского рода Флондоров.
Отец — Георге Флондор (1892—1976), румынский политик и военачальник, королевский наместник в цинуте Сучава.
Мать — Лотте Берг (наст. имя — Лучия Степанович), детская писательница и переводчица, член редколлегии румынской коммунистической газеты на немецком языке «Neuer Weg» (родители в разводе с 1945 г.).
Дед — Тудор де Флондор (Теодор фон Флондор, 1862—1908), австро-венгерский композитор.